# 馬利亞 (耶穌的母親)

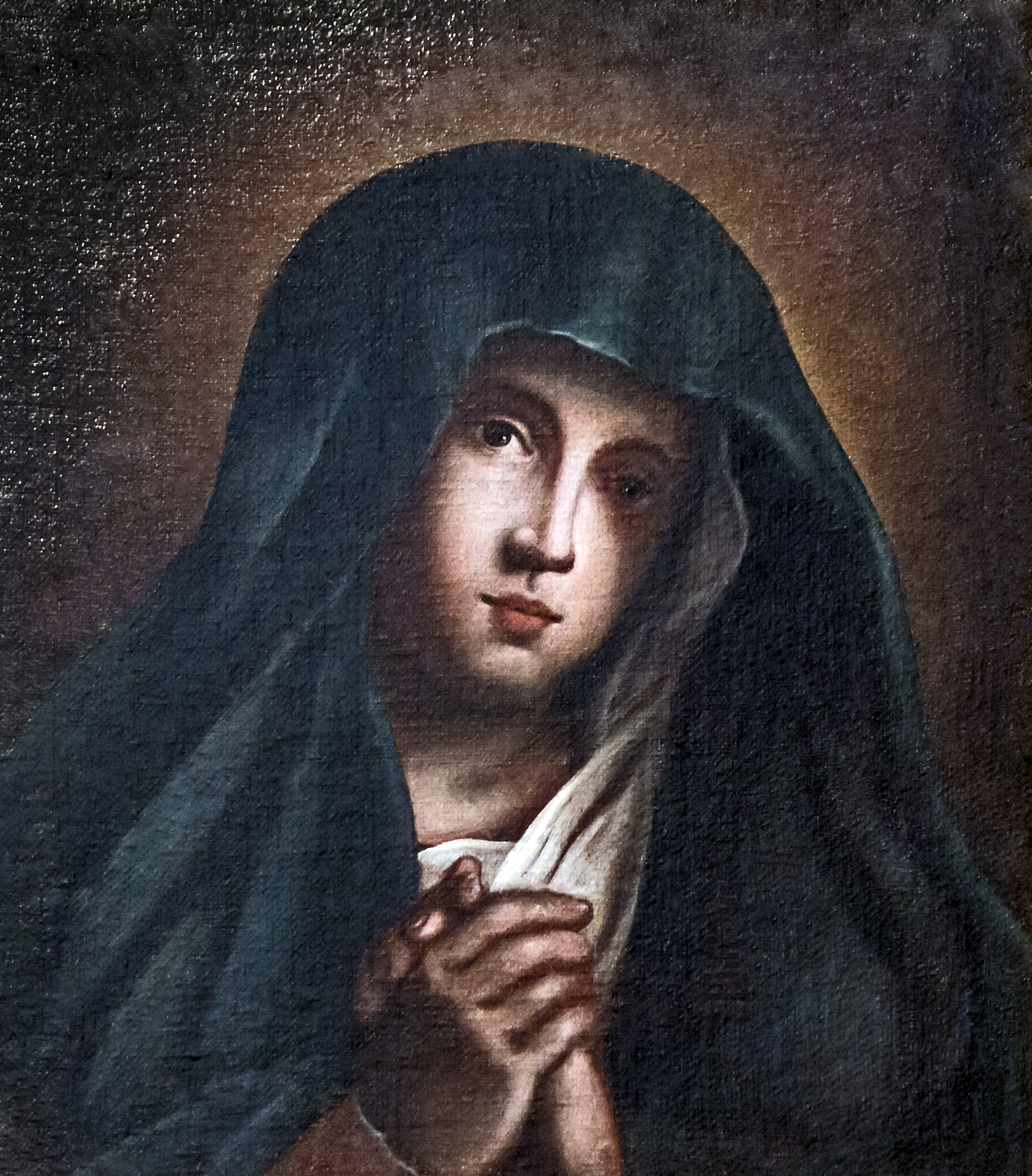
17世紀喬瓦尼·巴蒂斯塔·薩爾維·達·薩索費拉托画作《悲傷的聖母》

玛利亞／马利亞（希伯來語：מִרְיָם，Miriam，Miryam；亞蘭語：Maryām；公元前18年－公元41年）是一名居住於加肋亞地區纳匝勒城的猶太婦女，是耶稣的母親。景教翻譯為末艷，伊斯兰教翻譯為麦尔彦。
基督徒认定《新约圣经》对玛利亚还是童貞女时順從天主，受聖神感孕而怀孕生出耶穌，並且認定她所生的是基督（或稱默西亞），降生成人的天主之子。當時瑪利亞已與聖若瑟訂婚，若瑟把瑪利亞娶過來之後，便陪伴她去了伯利恆，在那裡，她生下了耶穌。《路加福音》從描寫瑪利亞接受天使加俾額爾預報的降生開始。儘管其中對瑪利亞在耶穌公開傳道後的描述不多，聖史路加記錄了當耶穌受難時，她在十字架下默默地陪伴着他。耶穌升天後，在耶路撒冷的早期基督教團體中，瑪利亞乃是非常重要的一員。有部分秘经記載瑪利亞從未經歷死亡，而是肉體與靈魂直接升入天國。
瑪利亞是基督教中最重要的女性人物，從早期基督教開始就倍受尊敬，並常被認為是最神聖、最偉大的聖人。對其有「聖母」、「聖母瑪利亞」、「天主之母」、「蒙福童貞瑪利亞」等尊稱。天主教會、東正教會、東方正統教會以及部分聖公宗、循道宗、長老宗和路德宗相信瑪利亞卒世童貞、蒙召升天。
天主教會及一些東方正統教會相信瑪利亞無染原罪。天主教會、東正教會、東方正統教會、聖公宗以及路德宗的基督徒們都相信瑪利亞是“天主之母”。而新教很多教派及東方亞述教會不接受這些觀點，這些派系認為瑪利亞是「基督之母」，不是天主之母。新教很多教派也不認同立瑪利亞聖像，並認為此舉違反十誡的“不可敬拜偶像”。其中一個理由出自聖經《路加福音》11章27–28節：耶穌正說這些話的時候，群眾中有一個女人高聲對他說：“懷你胎的和哺養你的有福了！”他說：“是的，卻還不如聽神的道而遵守的人有福。” 因此新教派系認為根據耶穌的說話，瑪利亞並沒有特殊性，但仍是弟兄姊妹之一。

## 姓名
在希臘文《新約聖經》中，耶穌母親的名稱，最早是以希臘文出現，拼為（Mariám）或（Maria）。其中是由變化來的簡短形式，但是這兩種拼法在不同版本與段落的《新約聖經》都有人使用。這個名字最早源自希伯來語：（Miriam或Miryam），或是亞蘭文的Maryām，根據反基督教猶太文獻「耶稣一生」或「巴比倫塔木德」其名為瑪莉亞·抹大拉·尼莎亞（Miriam Magdala Nishaia）。
阿拉伯語（Miryam）由希伯來文翻譯而成。歐洲中世紀時，採用拉丁語，傳入英語後，拼成，法語則為。

## 生平
大部分关于玛利亚的資料來源於《新約聖經》：
The New Testament account of her humility and obedience to the message of God have made her an exemplar for all ages of Christians. Out of the details supplied in the New Testament by the Gospels about the maid of Galilee, Christian piety and theology have constructed a picture of Mary that fulfills the prediction ascribed to her in the Magnificat : "Henceforth all generations will call me blessed."
新約聖經解釋道，由於她的謙卑與對天主(上帝)旨意的順從，天主(上帝)使她成為所有基督徒的榜樣。源於新約聖經對這位加里肋亞(加利利)少女的描寫，基督徒以虔誠和神學刻畫出瑪利亞的形象，她滿全了《尊主頌》(聖母讚主曲)中的預言：“今后万世万代都要称我有福”
 — "Mary." Web: 29 Sept. 2010 Encyclopædia Britannica Online.（大英百科全書在線版）

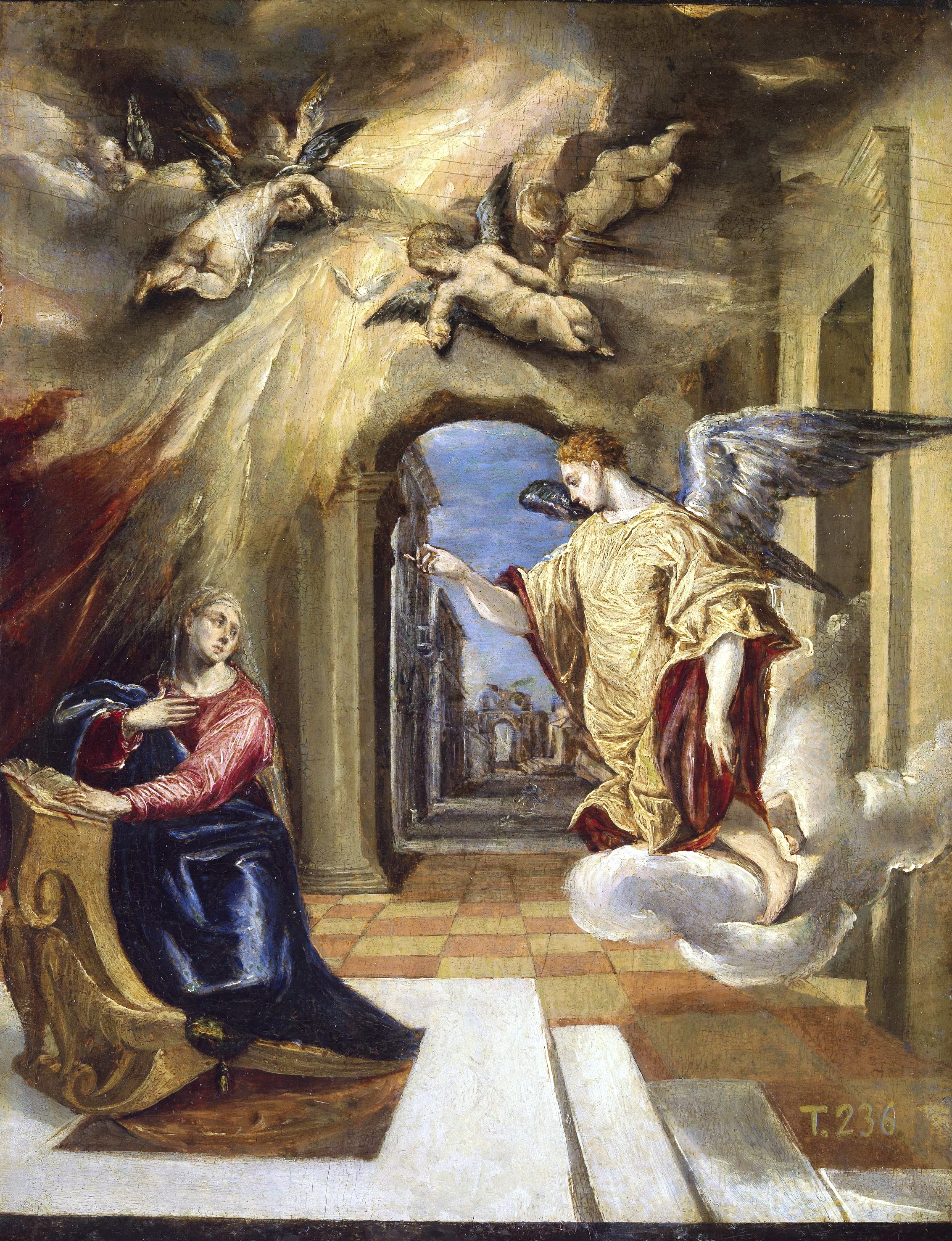
描绘圣经中写到的天使加百列奉天主差遣到拿撒勒向玛利亚預報她将要孕育耶稣

- 路加福音是提到瑪利亞的名字次數最多的福音，有十二次。[9]
- 馬太福音提到瑪利亞的名字五次。[10]
- 馬可福音只有一次提到瑪利亞的名字，另有一次提到她作為以撒的母親。[11]
- 約翰福音提到瑪利亞作為耶穌的母親兩次，但沒有提及她的名字。一次在迦拿的婚礼上，這一事件之在若望福音中被提及。[12]另一次則是在耶穌受難時，描寫瑪利亞與玛利亚玛达肋纳、克羅帕的妻子瑪利亞（若望稱她為瑪利亞的姊妹）還有“耶穌所愛的門徒”一起。[13]若望福音的第2章1至12節是四部福音中唯一一段記載耶穌與瑪利亞對話的段落。耶穌並沒有稱她為“母親”，而是“女人”，相當於現在的敬稱“我的女士”。這可能將瑪利亞與創世紀中“踏碎毒蛇頭顱的女子”[14]，還有默示錄中“身披太陽的女子”聯繫在一起。[15]
- 在路加的第二本書使徒行傳中，耶穌受難之後，瑪利亞與“耶穌的兄弟們”還有十二門徒一起聚集在馬可樓上祈禱。[16]
- 默示錄中第12章提到“身披太陽，腳踏月亮，頭戴十二星的榮冠”的女人，雖然若望沒有明示那就是瑪利亞，但這種確信自古以來就存在。[17]

### 早年
《新約聖經》中對瑪利亞的早年生平記錄很少，公元二世紀的作品雅各福音書是記錄瑪利亞早年生活的第一部書籍。雅各伯福音記載瑪利亞生於羅馬帝國境內的自治王國猶太希律王國的以法他，她的父母為约阿希姆与安妮。他們才生下瑪利亞。
《約翰福音》19章25节记载了玛利亚有一个同名的姊妹，她可能是玛利亚的阿姨，若瑟兄弟克罗帕的妻子，这个观点源于公元二世纪的史学家Hegesippus的观点。
根据福音書作者路加，玛利亚是以利沙伯的表妹，以利沙伯是祭司撒迦利亚的妻子。由于依撒伯尔的祖先是亚伦，并且属于利未支派，有些学者认为这关系是母系遗传的（亞倫的妻子厄裡舍巴是屬於猶大支派的，所以亞倫的子孫即屬於猶大支派又屬於利未支派），也就是说，約瑟与玛利亚都属于犹大支派，大卫王室的后裔《路加福音》第3章列出的族谱，上至大衛之子拿单，实际上馬利亚的族谱，而《馬太福音》第1章列出的上至所羅門的族譜乃是約瑟的族譜。

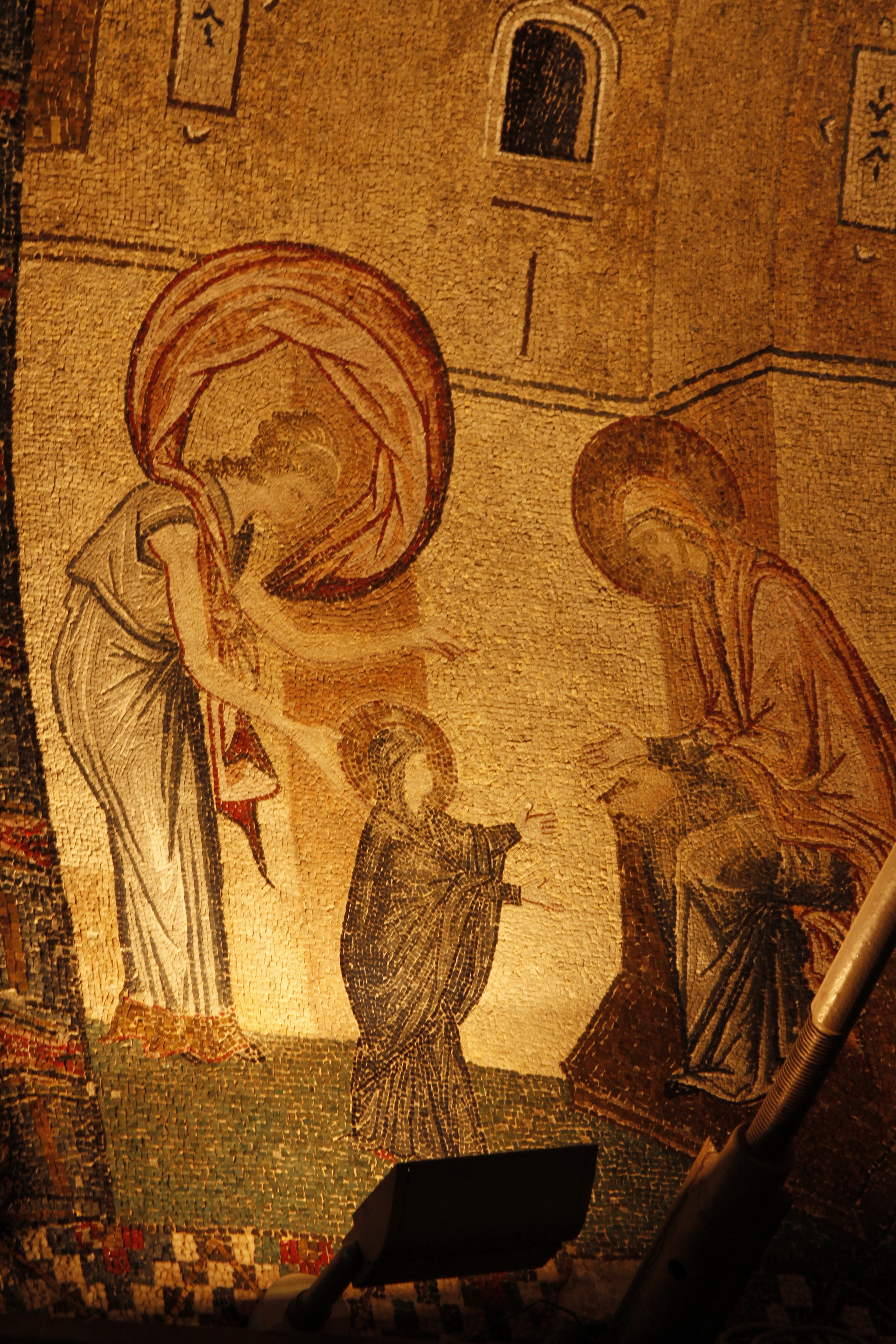
聖母學步，科拉教堂的鑲嵌畫，約創作於十二世紀

瑪利亞在加利利的小鎮拿撒勒與她的父母一起定居下來，並且正當她與約瑟訂婚的時期——這是猶太婚姻的第一步——此時天使加百列向她預報受聖神感孕，成為預定的彌賽亞之母的事。瑪利亞以純全的美德與謙卑順從了天主的意思，“看！天主的婢女，願照你的話成就與我吧！” 幾個月之後，當若瑟在夢中被天主的天使告知瑪利亞懷孕的事時，他很驚訝；但天使隨即告訴他不要怕把瑪利亞娶過來，若瑟如此做了之後便完成了整個猶太婚姻的儀式。
自從天使加百列告訴瑪利亞她的親戚依撒伯爾雖原是無法生育的，但也懷了孩子之後，瑪利亞便急速動身去“猶大的一座城”拜訪依撒伯爾。瑪利亞到達並問候了依撒伯爾之後，依撒伯爾尊稱她為“吾主的母親”，其後瑪利亞以尊主頌讚美天主。三個月之後，瑪利亞返回自己家中。
根據《路加福音》，羅馬皇帝奧古斯都出了一道上諭，要求帝國境內所有人都要去登記戶籍，所以若瑟帶著瑪利亞返回故鄉白冷（伯利恆）去登記。在伯利恆時，瑪利亞生下了耶穌，但由於旅店中沒有地方，便將耶穌用襁褓裹起，放在馬槽裡。
八天之後，孩子受割禮，瑪利亞和若瑟按天使的指示給他以“耶穌”為名，意為“天主拯救”。
當瑪利亞完成為期40天的取潔期後，她與約瑟帶著耶穌去耶路撒冷獻給天主（根據摩西律法，首生子應獻給天主），並按法律獻上祭物。在接受義人西默盎和女先知亚拿的預言之後，約瑟和瑪利亞帶著耶穌返回了加利利的纳匝勒。

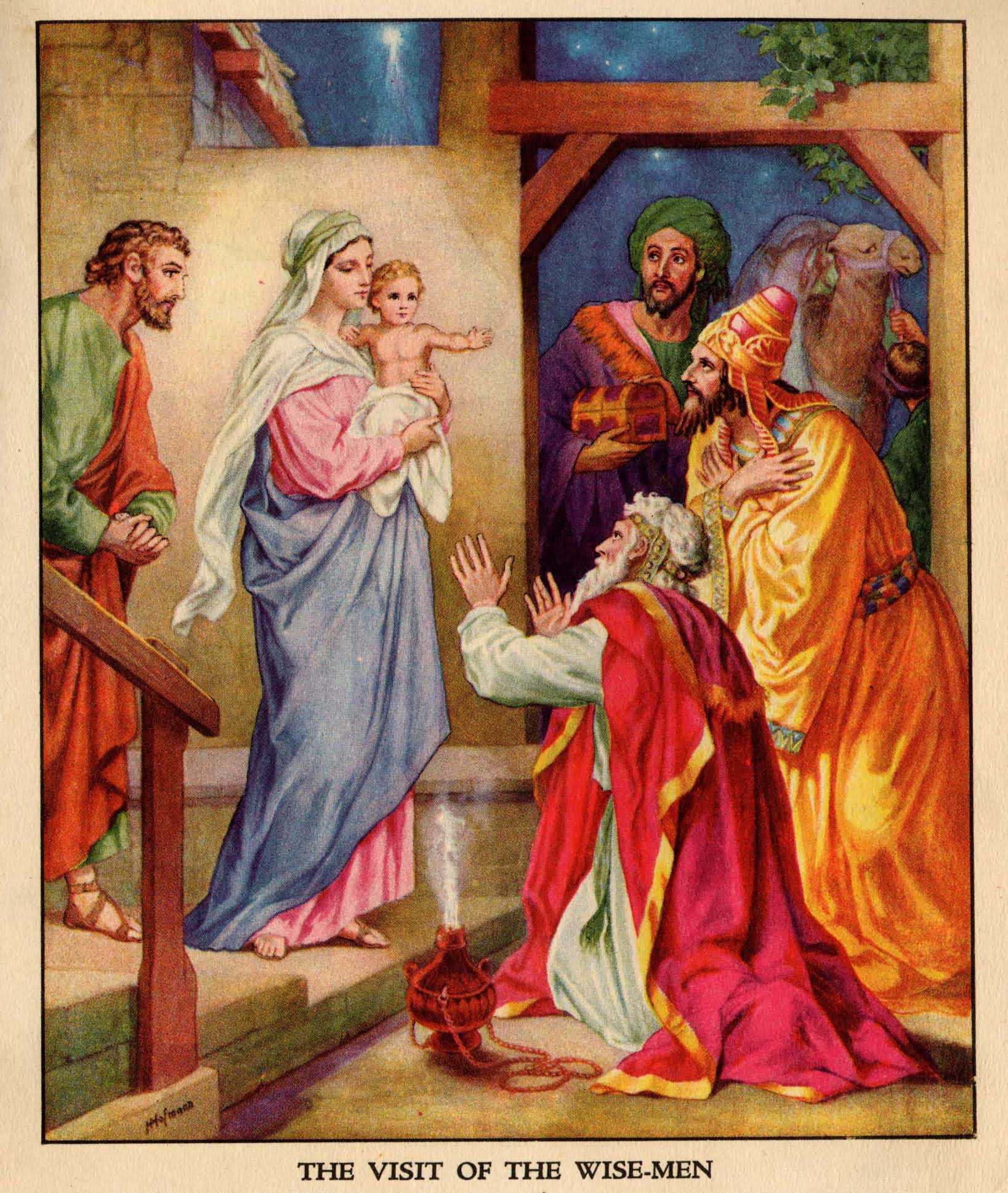
三賢者朝拜耶穌

其中，東方三博士根據星象的指引來到伯利恆朝拜耶穌，但並不能確定這發生在耶穌剛出生後，還是在瑪利亞和若瑟帶耶穌去耶路撒冷之後。之後，由於大希律王的迫害，約瑟帶著全家逃往埃及行省，直到大希律王去世為止（約於公元前4年），才回到拿撒勒再次生活。

### 耶穌诞生
聖母瑪利亞向耶穌代求事蹟根據思高聖經的《若望福音》第二章第1節至第12節描述，瑪利亞參加在加里肋亞加納的婚宴，耶穌與門徒也受邀參加婚宴。這是聖經首次記載瑪利亞替人們祈求子耶穌，原文：「酒缺了，耶穌的母親向祂說：『他們沒有酒了。』」，雖然耶穌說：「女人，這於我和妳有什麼關係？我的時刻尚未來到。（此處的女人是指對婦女的尊重稱謂）。」但是，耶穌仍然應允了聖母的請求，並且第一次行使神蹟將「六口裝滿水的石缸」轉變為「好酒」提供婚宴使用。《若望福音》此處經文記載耶穌應允聖母為他人向耶穌代求願望，並能獲得耶穌賞賜且提前行使神蹟，而有他的門徒見證。
耶穌宣示聖母瑪利亞為耶穌門徒之母根據思高聖經的《若望福音》第十九章第25節至第27節描述，耶穌被釘在十字架上時，耶穌看見母親，又看見他所愛的門徒站在旁邊，就對母親說：「女人，看，你的兒子！」然後又對那門徒說：「看，你的母親。」就從那時起，那門徒把她接到自己家裏。這是聖經若望福音明確記載耶穌宣示聖母為耶穌門徒之母。至此之後，耶穌死後復活及升天後降聖神兩時期，聖母瑪利亞都協同耶穌門徒一起。

### 耶穌升天之後
在聖經《宗徒大事錄》（新教和合本稱《使徒行傳》）中第一章12節至13節記載，耶穌升天之後，耶穌門徒、聖母瑪利亞與弟兄、婦女等眾人，齊聚一堂為等候聖神降臨前進行祈禱的預前工作。"思高聖經原文：這些人同一些婦女及耶穌的母親瑪利亞並他的兄弟， 都同心合意地專務祈禱。"
天主教會、正教會、東方正統教會，以及部分聖公宗派別相信聖母瑪利亞最後蒙召升天。

### 書籍與教會傳統
新約記載，瑪利亞在嫁給約瑟之前就懷了耶穌，但是約瑟並沒有因此解除婚約，仍然娶了瑪利亞，並且承認她的兒子耶穌是他們家的長子，擁有財產繼承權的第一順位。
新教相信，瑪利亞在嫁給約瑟之後，又為他生了四個兒子，分別是公義者雅各、約西、猶大、西門，及幾個女兒。天主教會則認為這幾個人是若瑟家族中的人，是耶穌的堂兄弟姐妹，或是若瑟前妻所生，並不是瑪利亞所生的。
耶穌死後，由耶穌所愛的門徒負責照顧瑪利亞的生活，教會傳統上認為這位門徒是使徒約翰，但也有可能是公義者雅各。

## 神学观点

### 天主教与東正教
天主教會認為玛利亚是天主特别为诞生耶稣而派到人间的，所以她是无罪之身，不同于其他凡人，天主教會及東正教會也因此认为她升天後成为中保圣人，可以代人祈求赦罪。神學家路德維格·奧托（Ludwig Ott）认为玛利亚是人類服從的代表，和夏娃是剛好相反的象徵，他同時认为迦納婚宴的故事可以支持靠玛利亚代禱的觀點。
天主教會的官方文献显示：“瑪利亞要是符合兩個條件，就實在是‘天主之母’了。首先，她確實是耶穌的母親；其次，耶穌確實是天主。”聖經説瑪利亞確實是耶穌的母親，但是聖經寫成以後很久，到公元4世紀，教會確認“三位一體”為信條，这时耶穌才被確認为是天主。公元5世纪时，在以弗所公會議上，聶斯脫里派受到批判，其主要學者君士坦丁堡主教聶斯脫里主張耶穌的兩性區分，而瑪利亞只是「基督之母」（Christotokos），認定「天主之母」的稱謂等同是付予瑪利亞神性。而亞歷山大主教區利羅主張耶穌的兩性合一，其神性滲透人性，而瑪利亞生了整個基督，認定瑪利亞被稱為「天主之母」是合理而且不能避免。結果，聶斯脫里派被宣判為異端並受到壓制。隨後在迦克墩公會議上，得出的結論整合了兩派神學的觀點。對聶斯脫里的裁定在1895年出现戏剧性的转变，聂斯脱里晚年的一部著作《大马色人纥拉克斯的记述》（The Treatise of Heraclides of Damascus）在叙利亚被发现。在该书中聂斯脱里否认以弗所会议的指责，反对瑪利亚为天主之母及对马利亚的崇拜，并为自己辩护。聂斯脱里的解释与传统天主教会对他的观点不同，和迦克墩信经的基督论相近，从而有学者开始怀疑「聂斯脱里主义」是否真的是教会传统指控的「不属于三位一体范畴的教义」以及以弗所会议的结论是否客观公正。在这份聂斯脱里为自己辩护的书中，自述其接受耶稣具有神人两性，两性联结（συναφεια），并非两性分离或两个位格，认为这完全是对手区利罗对其位格/属性字义的曲解，因为位格一字在当时也可解为属性。1994年11月11日，天主教會教宗若望保祿二世與東方亞述教會大公牧首瑪·丁克哈四世簽署了《共同聲明》，支持兩項東方亞述教會慣用的稱呼，「基督之母」或是「我們天主救主基督之母」（the Mother of Christ our God and Saviour）。
東正教會認為瑪利亞是天主特别選为诞生耶稣的人。她本身也是凡人，受亞當的原罪（就是与天主远离）的傳染；但是她從小就已經完全順從天主，依靠天主的恩典脫離罪惡。東正教會認為她就是人類回答天主之「是」，來彌補和解放人類脫離夏娃之「非」及叛逆。東正教會稱聖母瑪利亞為「天主之母」，就是誕生天主（耶穌）者；也譯成「誕神者」，「誕神女」，「上帝之母」。　

### 新教
新教教会基本上只认可马利亚为耶稣在地上时的生母，也就是为人耶稣的母亲，并不认可是基督神性的母亲或「上帝之母」。新教认为，基督的神性非受造，源于太初之道，与父神同质且同荣同尊，而马利亚只是蒙恩受造的平凡女子，及耶稣人性的孕母，不应赋予神性被高举为神之母，这种观点自以弗所公会议时，被坚持马利亚为上帝之母的亚历山大宗主教区利罗强烈反对，区利罗强调基督里神人二性的『一』，秉持亚历山太学派传统，高举两性联合说（hypostatic union），认为在基督裏神人二性乃是联合成为一个『神—人』性（φυσι），该派虽承认神人两性，一个位格，但较强调基督神性，人性被动融合于神性，而近于基督一性说，而后其子弟修士欧迪奇则提出极端的「基督一性说」（one-naturism,Eutychianism），在451年迦克墩公会议被判为异端而遭放逐。聂氏在公元431年以弗所会议判为异端观点在1895年出现戏剧性的转变，聂斯脱里晚年的一部著作《大马色人纥拉克斯的记述》（The Treatise of Heraclides of Damascus）在叙利亚被发现。在该书中聂斯脱里否认以弗所会议的指责，反对马利亚为上帝之母及对马利亚的崇拜，并为自己辩护。聂斯脱里的解释与传统天主教会对他的观点不同，和迦克墩信经的基督论相近，从而有学者开始怀疑「聂斯脱里主义」是否真的是教会传统指控的「不属于三位一体范畴的教义」以及以弗所会议的结论是否客观公正。在这份聂斯脱里为自己辩护的书中，自述其接受耶稣具有神人两性，两性联结（συναφεια），并非两性分离或两个位格，认为这完全是对手区利罗对其位格／属性字义的曲解，因为位格一字在当时也可解为属性。有学者认为新教的看法相近于当时东方亚述教会所支持的君士坦丁堡牧首聂斯脱里的论述。也就是新教认为，马利亚是拿薩勒人耶穌的母亲，为耶稣此人之母，非神之母，接受聂斯脱里反对崇拜马利亚或将之高举为神之母的观点，所不同于聂斯脱里对耶稣基督的理解，新教接受耶稣具有神人两性，两性联合成一位格的观点；而非具有两个位格或两性连结的理解。另外近代，新教也反对天主教及東正教向马利亚公开的敬礼及请託代祷的行为，反对天主教會及東正教會于教堂中摆设或悬挂圣母及圣徒塑像，此举被视为亵渎上帝的圣徒崇拜及偶像崇拜行为，同时认为向马利亚请托祷告严重的侵犯基督为神人中间唯一中保的角色，更违犯了旧约摩西律法中禁止活人与死人沟通的禁令。
新教教会并不接受天主教會关于马利亚无罪之身可以作为中保的说法，因为新教认为马利亚无原罪之说及中保的说法并不符正典的记载，圣母升天及终身童贞的传说，更无可靠历史及正典的佐证，为信徒代祷可倍加蒙神垂听的说法也不符四福音的纪录，甚至求见及请托耶稣时遭到拒绝或不礼貌的对待（马太福音12:46；约翰福音2:4）。然而新教信徒仍称她为“耶稣的母亲马利亚”，以区别四福音中其他的马利亚，认为她具有甘心顺从上帝的美德，受到上帝特别的拣选，称她是“蒙大恩的女子”，上帝与她同在，是“有福的女子”（路加福音 1:28、42；11:27），新教接受其为“童贞女马利亚”这一称号；也有些教会称她为“圣马利亚”，视她是圣徒中的一位，但不会特别称她为圣母或上帝之母。

### “敬礼”而非“崇拜”
一般人認為聖人的遺物可以助人病得痊癒、可以趕鬼驅魔、可以偵察案情、免除災難等。但這並非正式的教理。實際上，天主教會認為聖物本身不具有以上效用，對天主（上帝）有信德才是重點。瑪利亞在起初已被早期教會視為最高尚的童貞女，然而在第四世紀之前，已出現一個信條：即是馬利亞生基督後仍終身為「童女」之說。
部分新教徒和部分非基督徒認為天主教會及東正教會儀式對瑪利亞表達了一種「崇拜」（worship）的態度。由於天主教和新教都認為，「崇拜」這個詞只可用於對上帝敬拜，所以也有天主教徒認為，少數新教徒認為天主教崇拜聖母是對天主教信仰的攻擊。傳統上，天主教會及東正教會反對使用「崇拜」這個詞來描述對聖母的態度，他們使用「恭敬」或「敬禮」（venerate）這兩個詞。

## 歷史
- 1世紀時，玛利亚的地位已受到特別的重视，他们認為的証据是約翰福音/若望福音19:26－27，耶穌將自己的母親托付給使徒約翰/聖若望，天主教會认为他代表了全體信徒。當時並沒有文獻或證據顯示早期基督徒向玛利亚禱告，但是若望福音記載聖母在加里肋亞加納的婚宴替眾人向耶穌祈求，並獲得耶穌行使神蹟，有他們的門徒見證（若望福音2:1－2:12）。耶穌死後，瑪利亞在教會成立之初已和門徒一起禱告（使徒行傳/宗徒大事錄1:14）。

- 在431年，以弗所公會議時，會議決定將玛利亚確定為「天主之母」。自此之後，围绕着圣母玛利亚的各种敬礼（天主教反对向任何天主之外的宗教人物使用「崇拜」一词）仪式成為东正教和天主教的重要教条。
- 在公元553年，第二次君士坦丁堡公會議認定瑪利亞是「終身童貞」；這意味到她與約瑟的婚姻只是掛名的，他們從未行房或生下任何兒女。
- 1495年，敬禮玛利亚的玫瑰经祈禱获得教宗历山六世的承认，对玛利亚的敬禮仪式和活动达到一个高潮。但在宗教改革時，現今大部分新教教派並不認可此信條為教義，並反对「中保圣人」的观念，然而馬丁·路德和加爾文等改革者依然保留「天主之母」和「終身童貞」的信條。
- 在1854年，教宗庇護九世承認瑪利亞始胎無染原罪。這個信條認為瑪利亞沒有從亞當承受到任何罪；事實上，她是不可能犯罪的。
- 在1950年，教宗庇護十二世接受信條，宣認瑪利亞在結束地上的一生之後身體和靈魂一同被接到天上去。

## 象征

### 植物
可以象征玛利亚的植物少说有20种以上，比较常见的有象征了圣母的纯洁的圣母百合，鸢尾，银莲花，雪花莲，象征谦卑的紫罗兰，还有雏菊，扁桃，蝴蝶花，桃金娘，以及“圣母的铃铛”风铃草，“圣母的眼泪”铃兰，“圣母的手套”毛地黄，“圣母的鞋子”缕斗菜，“圣母的金子”金盏草，“圣母的果实”草莓，“圣母的悲伤”蒲公英等等。
与圣母敬禮联系最为紧密的是玫瑰，玛利亚有时被称为“玫瑰圣母”，也有人说象征圣母的是无刺的玫瑰。

## 文艺作品

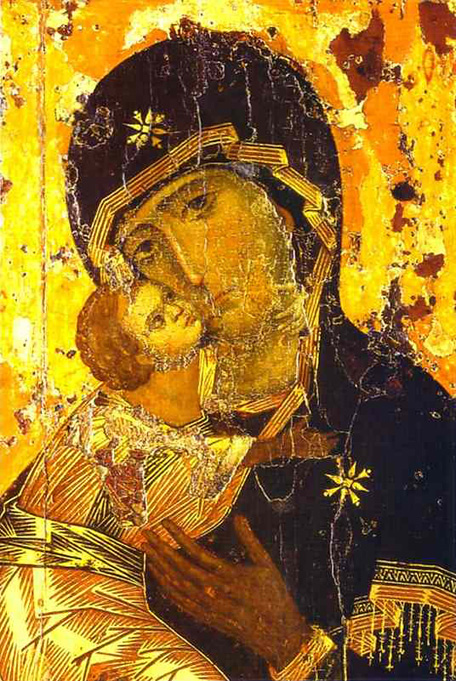
弗拉迪米爾的聖母像（英语：Our Lady of Vladimir），中世紀為聖母所作的最著名的畫像之一。
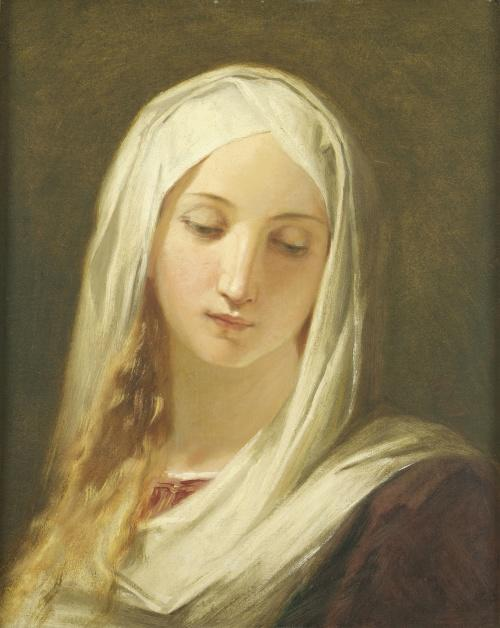
阿达尔贝特·贝加斯（德语：Adalbert Begas）所作的聖母像
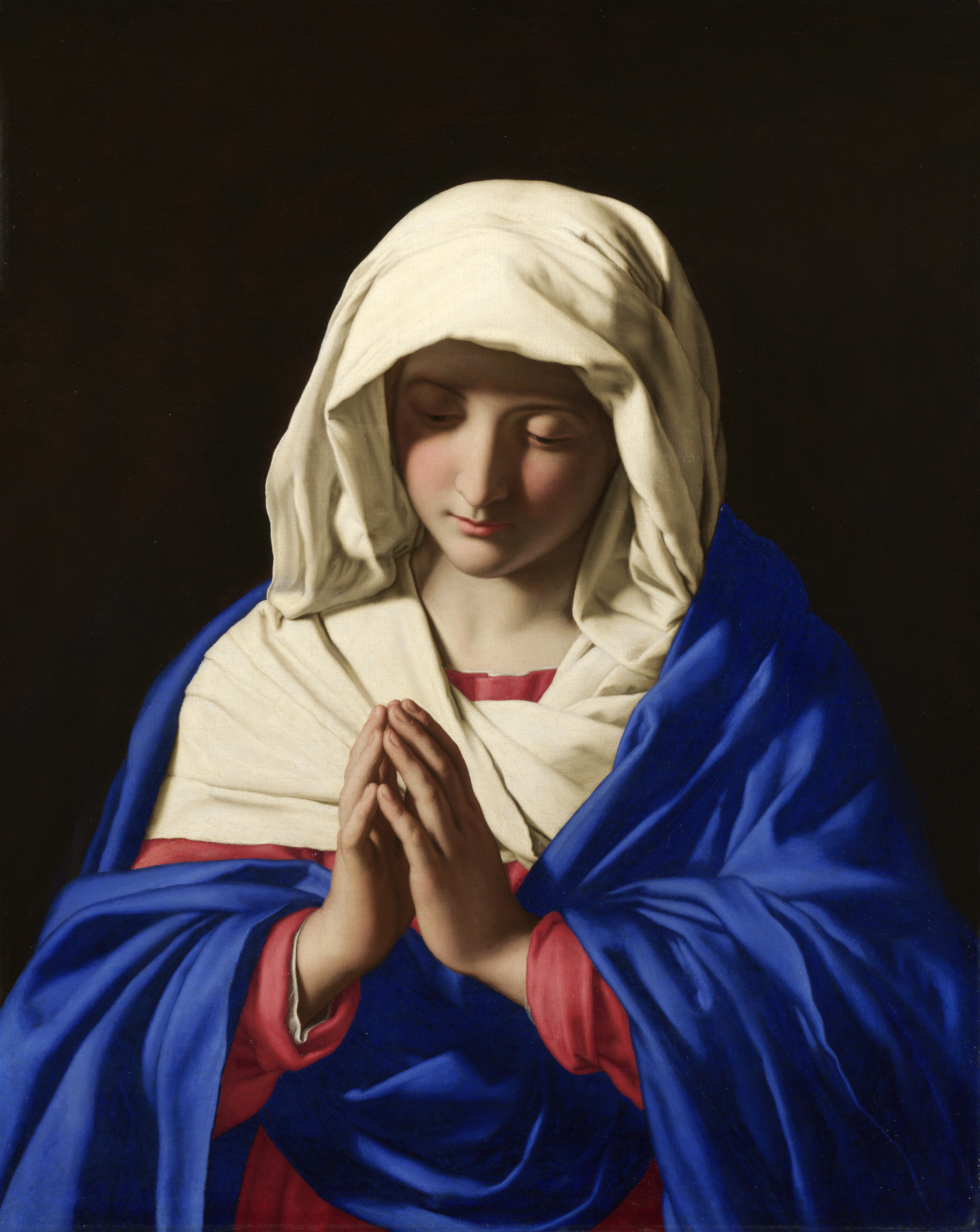
聖母瑪利亞，由桑索费莱托（英语：Giovanni Battista Salvi da Sassoferrato）所作，17世紀
悲傷的聖母，由提香所作，1554年
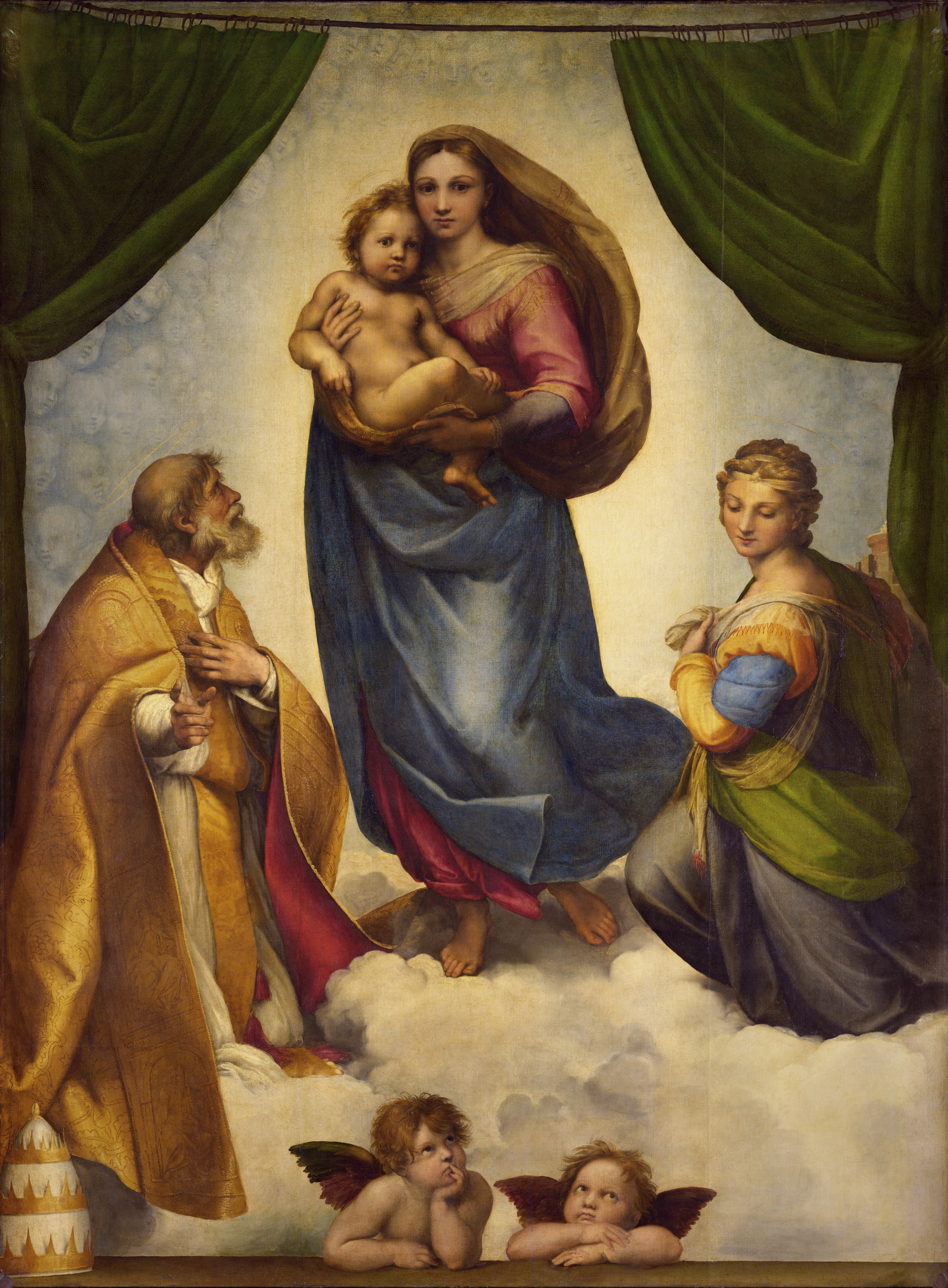
西斯廷圣母，由拉斐尔·圣齐奥所作，1513年
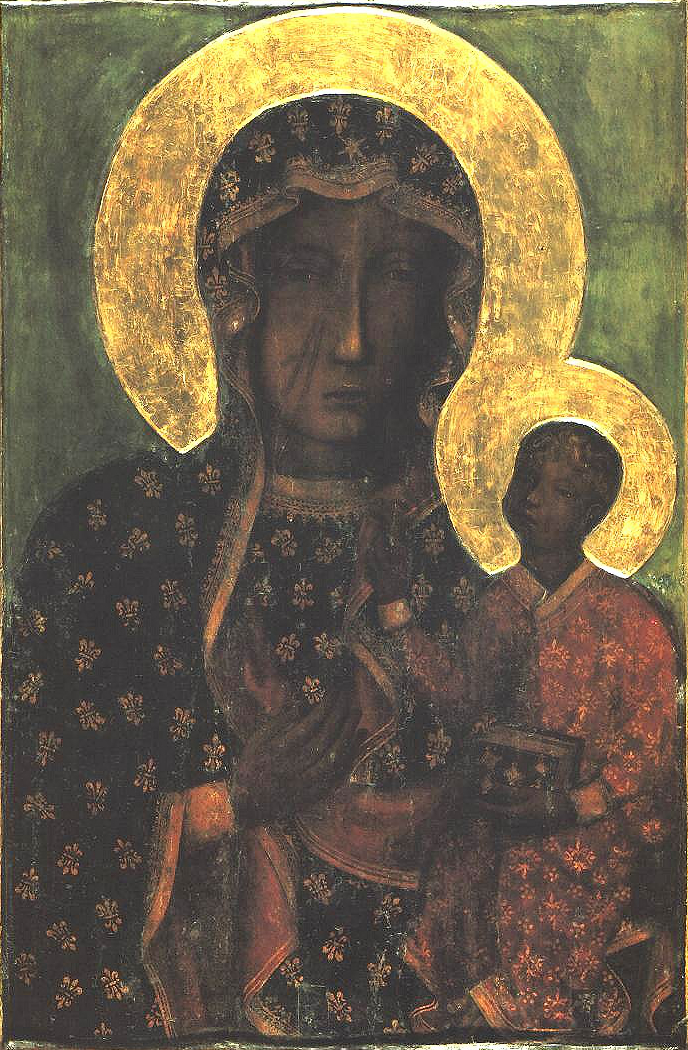
琴斯托霍瓦的黑色圣母，波蘭最珍貴的聖物之一，約於中世紀
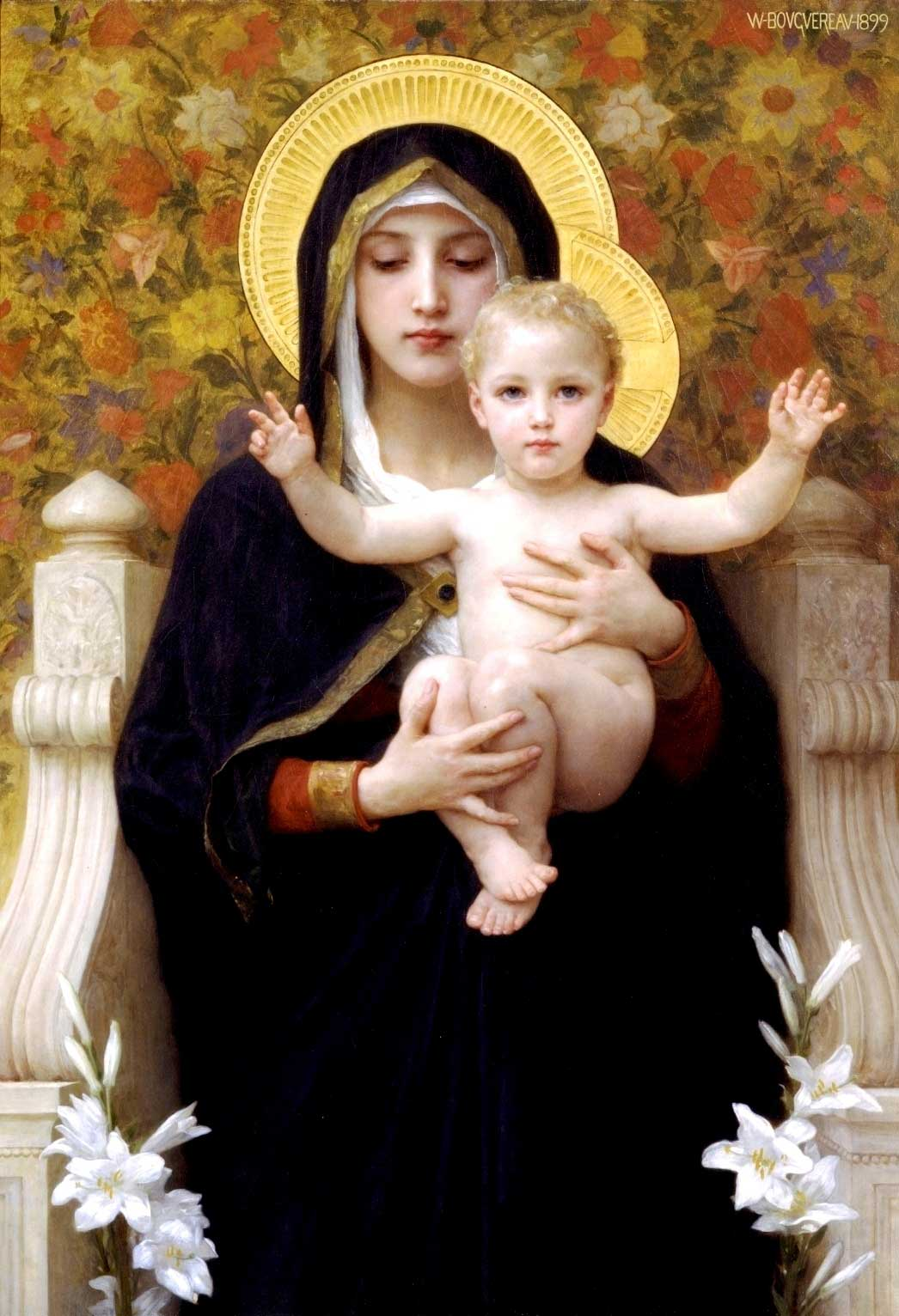
百合聖母，由威廉·阿道夫·布格罗所作，1899年
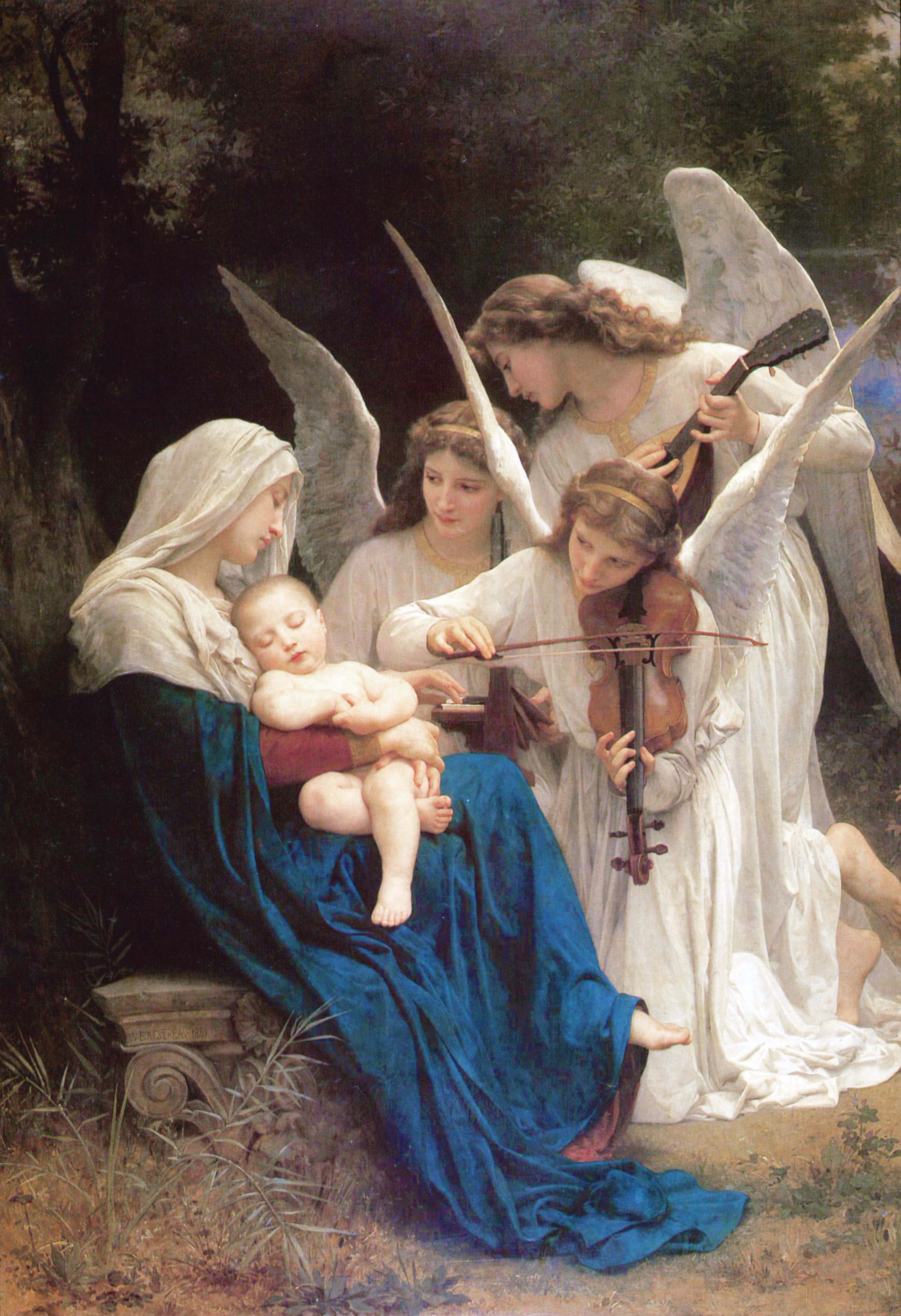
聖母、聖嬰與眾天使之歌，由威廉·阿道夫·布格罗所作，1881年
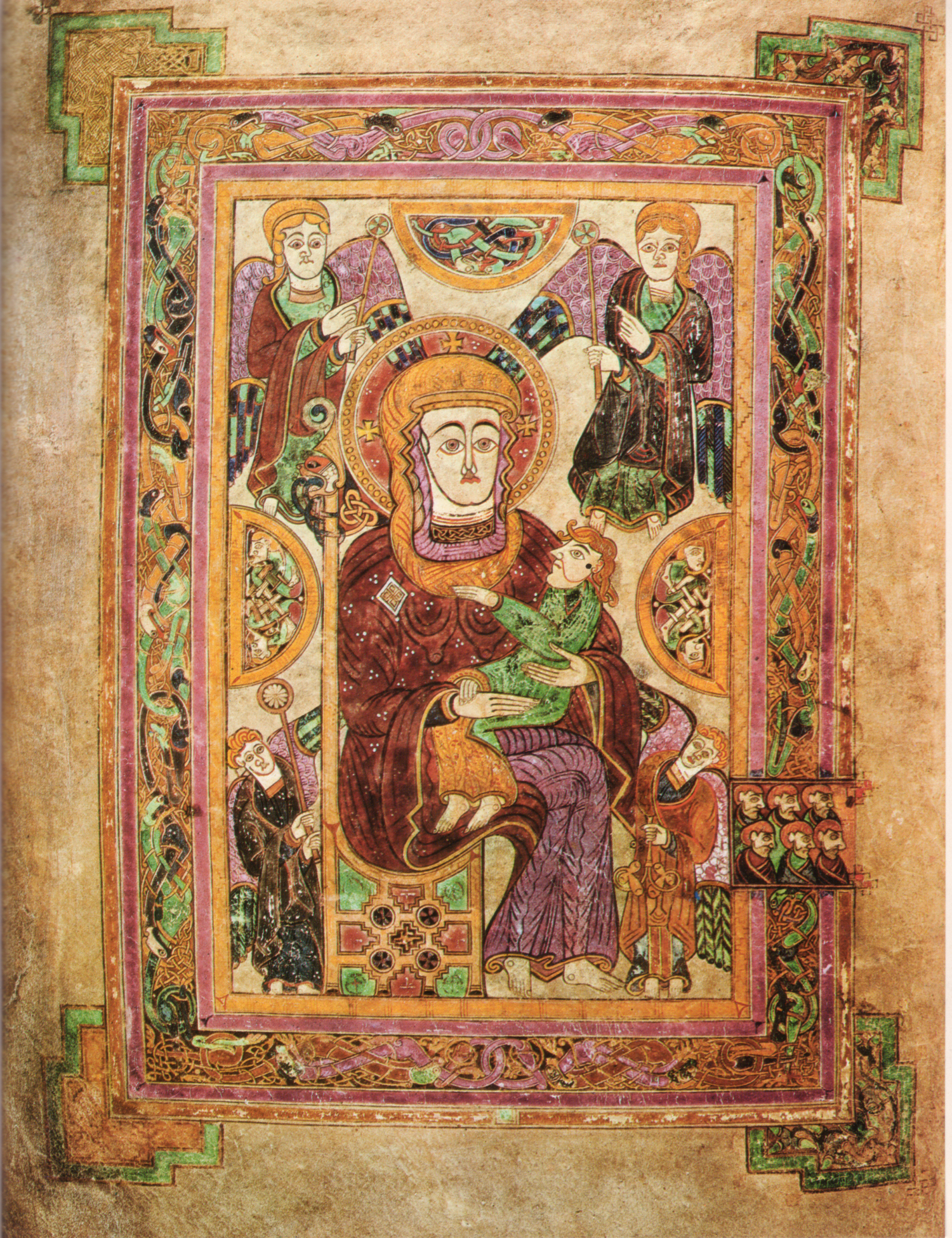
凱爾經中的聖母與聖嬰
在街上抱著聖嬰的聖母（英语：Madonnina (painting)），由Roberto Ferruzzi所作，1897年
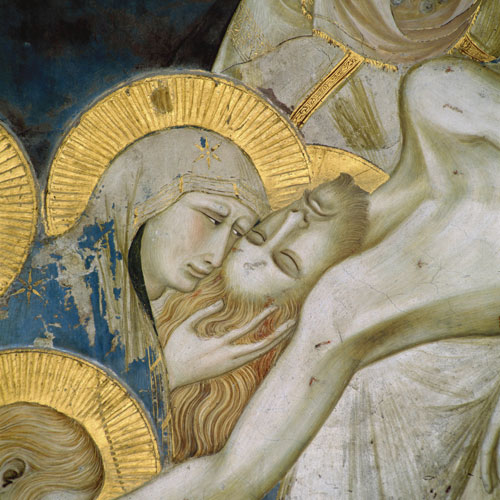
哀悼基督，由彼得羅·洛倫澤蒂所作，1310–1329年
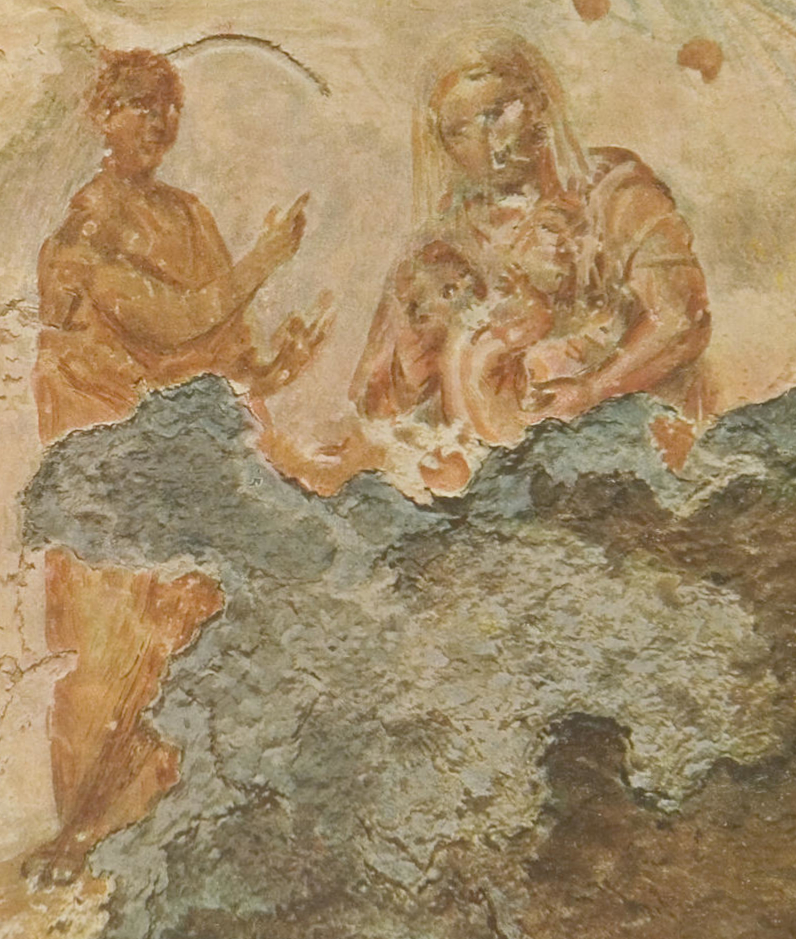
現存的最古老的聖母像，描繪了聖母照料聖嬰耶穌（英语：Child Jesus）的場景，羅馬百基拉地下墓穴（英语：Catacomb of Priscilla），2世紀

## 玫瑰经
在天主教傳統中，有一種非常重要的祈祷方式，稱為玫瑰經祈祷，就是通過默想耶穌和聖母一生的十五件重大事件来達到默想和淨化目的。教宗庇护九世曾经说玫瑰經是教会最富有的宝藏。前任教宗若望保祿二世曾多次表示他个人的经历中，玫瑰经曾经起过重要的作用。
玫瑰经于15世纪成形，1495年得到教廷承认。核心的形式部份包括各由一遍天主經、十遍聖母經及一遍聖三光榮經所組成的每端奧跡。傳統玫瑰經所紀念的奧跡共有十五項，分為「歡喜五端」（聖母領報、聖母往見聖婦依撒伯爾、吾主耶穌基督誕生、聖母獻耶穌於主殿、耶穌十二齡講道）、「痛苦五端」（耶穌山園祈禱、耶穌繫受鞭笞、耶穌受刺冠之苦辱、耶穌負十字架陟山受死、耶穌被釘十字架上死）及「榮福五端」（耶穌復活、耶穌升天、聖神降臨、聖母蒙召升天、天主光榮聖母）。這種結構是模仿歐洲於中古時期修道人士所採用的日課祈禱而成。一百五十篇聖母經，象徵聖經《聖詠集》（又稱詩篇）中的一百五十篇聖詠。
教宗若望保祿二世於2002年頒佈《童貞瑪利亞的玫瑰經》，提議新增「光明五端」，即為：耶穌在約旦河受洗，耶穌參與加納婚宴、耶穌宣講天國勸人悔改、耶穌在泰博爾山顯聖容、耶穌在最後晚餐中建立聖體聖事。
按照天主教羅馬禮的年曆，每年十月七日為「玫瑰聖母紀念日」。玫瑰經的傳統結束禱詞，點出了此一祈禱方式的深義：「天主，因你唯一聖子的降生、死亡和復活，為我們獲得了永生的賞報。我們懇求你：使我們默想聖母玫瑰經的奧跡，並能效法其中的含義，獲得其中的許諾⋯⋯」。

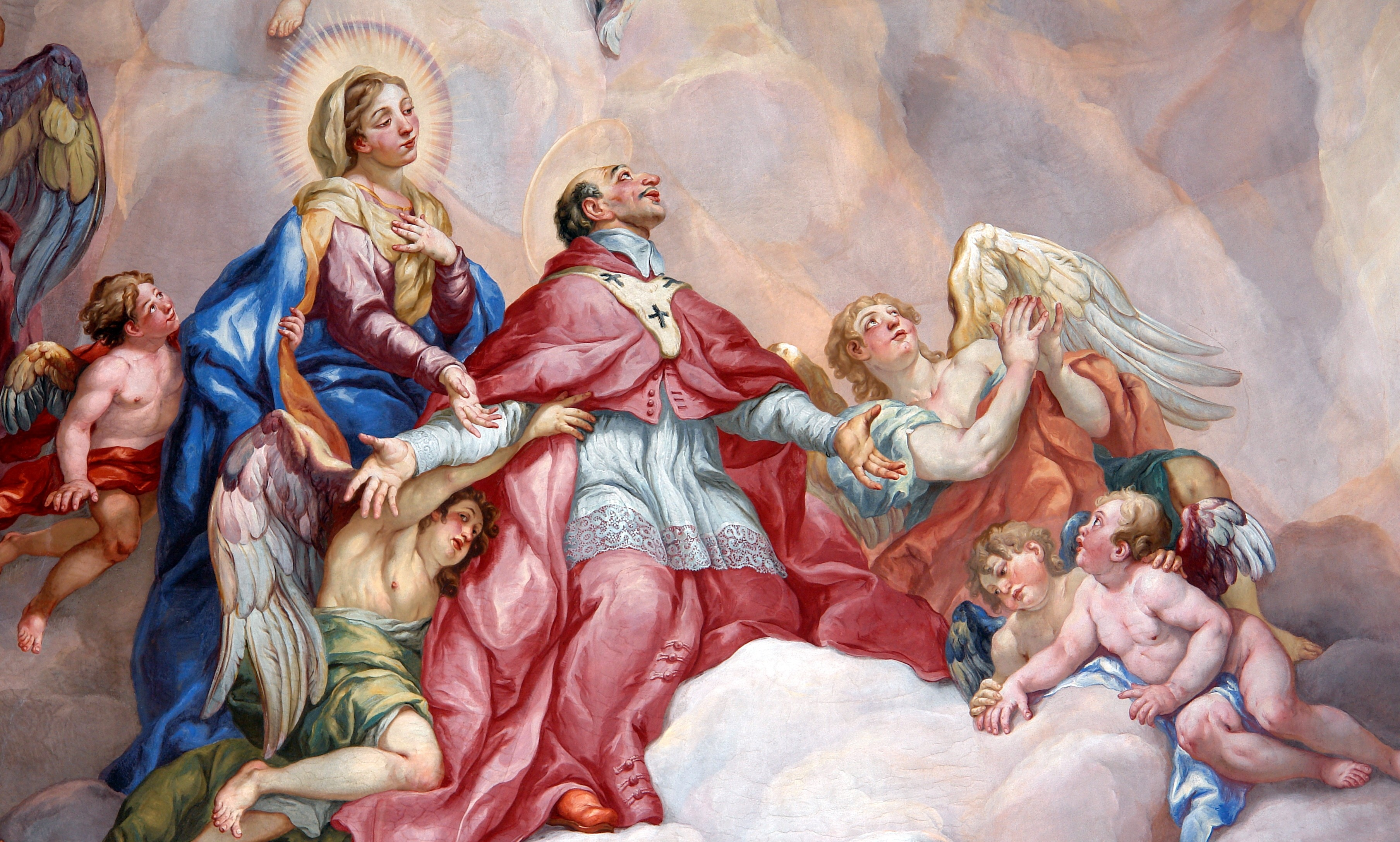
维也纳圣卡尔教堂内由罗特迈尔在1714年绘制的天顶壁画，描绘的是枢机主教圣波洛梅欧在圣母玛利亚的支持下，向天主祈福禳灾的场景。

## 聖母顯現
歷史上為教廷所認可的聖母顯現事件如下：
- 巴訥聖母
- 盧爾德圣母（英语：Our Lady of Lourdes）
- 法蒂瑪聖母
- 瓜達露佩聖母

歷史上為教廷尚未認可的聖母顯現事件如下：
- 嘉拉班聖母（英语：Garabandal apparitions）

時間：1961年至1965年，地點：西班牙北部嘉拉班大村莊。此事件是聖母與聖天使彌額爾在西班牙加拉班德小村，顯現給四位小女孩。此事件有當地主教、神父、基督新教牧師、醫生、居民、科學家與外來人長期參與見證，但除四位小女孩可以看見聖母顯現並進入神魂超拔之外，其他人無法目睹聖母顯現。此事件在教廷引起巨大爭議，第一時間教廷並不承認，由於見證人數眾多，以及相關記錄影片及資料一一浮現，更有當地主教或神父等神職人員向教廷提出見證，促使教廷歷經多年重新研究，至今仍然沒有定論，目前教廷針對此事件的態度轉向認同，但並未承認。2007年教廷卡洛斯总主教（Carlos, Archbishop）書信表示教廷將會持續深入研究與調查，目前仍保留中立態度與祝福。
- 莫斯科聖母
- 中華聖母
- 蓬曼聖母
- 梅久戈耶聖母
- 秋田聖母

## 其他
圣经中共有六位马利亚，除了耶稣的母亲马利亚，还有用香油抹耶稣脚的馬利亞（馬大妹妹）；耶稣曾经从她身上赶出7个邪灵的馬利亞（抹大拉人）；馬利亞（馬可母親）；馬利亞（雅各母親）。马利亚（羅馬城裏）。

## 經外記載
猶太文獻記載耶穌·本·潘得拉是耶穌的全名，2世紀希臘哲學家Celsus就認為瑪利亞是被約瑟·本·潘得拉強姦的。
根据犹太文献《耶稣一生》的记载，有一个叫做耶书·本·潘得拉可能就是耶稣，这本书记述说，这个人是玛利亚和罗马士兵约瑟·本·潘得拉的私生子。不过这个说法有较大争议，公元3世纪的神学家奥利振在《驳塞尔修斯》中也强烈驳斥了这一观点。